# Stigmoplusia paraplesia
Stigmoplusia paraplesia là một loài bướm đêm trong họ Noctuidae.